# Rjukan
Rjukan – miasto w Norwegii, nad rzeką Måna, w okręgu Telemark, w gminie Tinn. Ośrodek przemysłu chemicznego. W 2024 r. zamieszkiwało je 3005 osób.

## Historia
W Rjukan produkowana była na skalę przemysłową ciężka woda, która podczas II wojny światowej niezbędna była niemieckiemu przemysłowi zbrojeniowemu do prac nad bronią jądrową. Z tego powodu miasto stało się jednym z obszarów alianckich przeciwdziałań, nazywanych „bitwą o ciężką wodę”.
W okolicy miasta znajduje się wielka elektrownia wodna o mocy 500 MW, w momencie oddania do użytku największa na świecie.

## Oświetlanie miasta
Usytuowanie w długiej, wąskiej i głębokiej dolinie rzeki Måna (dolinie Vestfjorddalen, którą od północy ograniczają południowe podnóża płaskowyżu Hardangervidda, a od południa jeden z najsłynniejszych szczytów Norwegii – Gaustatoppen) powoduje, że od października do marca promienie znajdującego się nisko nad horyzontem słońca nie są w stanie dosięgnąć zabudowań miasta nawet w południe. Dlatego już na początku XX wieku Sam Eyde, właściciel elektrowni wodnej, planował budowę na zboczach gór otaczających Rjukan systemu luster doświetlających tę miejscowość zimą. Pomysł ten zrealizowano jednak dopiero w 2013 r.. Lustra zawieszone są na wysokości 450 m ponad miastem, sterowane komputerowo i zasilane energią słoneczną.

## Link zewnętrzny
- Opis i zdjęcia miasta